# Mogrus bonneti
Mogrus bonneti är en spindelart som först beskrevs av Jean Victor Audouin 1826.  Mogrus bonneti ingår i släktet Mogrus och familjen hoppspindlar. Inga underarter finns listade i Catalogue of Life.